# Плимат Митинг (Пенсилванија)
Плимат Митинг (енгл. Plymouth Meeting) насељено је место без административног статуса у америчкој савезној држави Пенсилванија.

## Демографија
По попису из 2010. године број становника је 6.177, што је 584 (10,4%) становника више него 2000. године.
| Група             | 2000.         | 2010.         |
| Белци             | 4.955 (88,6%) | 5.078 (82,2%) |
| Афроамериканци    | 190 (3,4%)    | 382 (6,2%)    |
| Азијати           | 352 (6,3%)    | 518 (8,4%)    |
| Хиспаноамериканци | 51 (0,9%)     | 129 (2,1%)    |
| Укупно            | 5.593         | 6.177         |